# Хольтен, Софи
Софи Хольтен (дат. Sophie Holten; 1858—1930) — датская художница, создававшая портреты, цветочные натюрморты и жанровые работы. Среди прочего она известна своими портретами Августа Стриндберга и Лаурица Андерсена Ринга. Хольтен также занималась социальной работой и была активной феминистской.

## Биография
Софи Хольтен родилась 12 августа 1858 года в городе Скулделев на полуострове Хорншерред в семье приходского священника Ганса Николая Хольтена (1829-71) и Маренстины Смит (1830—1913). Она брала частные уроки живописи у Кристена Дальсгора в Сорё, а затем у Карла Томсена в Копенгагене. С 1875 по 1876 год она посещала школу Н. Захле. В 1879 году Хольтен отправилась в Париж, где пыталась усвоить самые современные методики живописи у таких учителей, как Феликс-Жозеф Барриа и Альфред Стивенс. По возвращении в Данию, она экспонировалась на Весенней выставке в Шарлоттенборге в 1883 году.
Вскоре после этого Хольтен вернулась в Париж, где выставлялась в Салоне (1886—1887). В 1890-х годах она побывала в Нидерландах, Германии, Италии, Англии и Греции. Хольтен выставляла свои работы во Дворце изящных искусств на Всемирной выставке 1893 года в Чикаго (штат Иллинойс). Она продолжала выставляться в Шарлоттенборге до 1904 года, представляя жанровые работы, портреты и цветочные натюрморты. Помимо портрета Стриндберга внимание привлекли также её картина Brudstykke af Parthenons Cellefrise (1901) и полотно с изображением храма Эрехтейон (1904).
Будучи молодой женщиной, Холтен проявляла уверенность в своих собственных способностях, что побуждало её избегать брака. В конце 1880-х годов она писала рецензии на женщин-художников в Kvinden og Samfundet, издании Датского женского общества. Она также читала лекции об одежде, призывая к ношению такой одежды, которая бы подчёркивала освобождение женщин от их традиционной роли домохозяек. Она была одним из организаторов Копенгагенской женской выставки в 1895 году, поддержав предложение о строительстве женского выставочного здания (хотя оно не было реализовано до 1936 года).
В более поздний период своей жизни, прожив некоторое время в Ассизи (Италия) Хольтен приняла католичество. Поселившись в Роскилле вместе со своим другом Эрикке Росенёрн-Лен, она занялась украшением городской церкви Святого Лаврентия. За эту работу Хольтен получила крест «За заслуги перед Церковью и Папой». Она была похоронена на кладбище Старой церкви Богоматери в Роскилле.